# 葉集区
葉集区（ようしゅう-く）は中華人民共和国安徽省六安市に位置する市轄区。2015年までは霍邱県に属する県級管理区であった。

## 行政区画
- 街道:史河街道、平崗街道
- 鎮:三元鎮、姚李鎮、洪集鎮
- 郷:孫崗郷